# Gottlieb von Thon-Dittmer

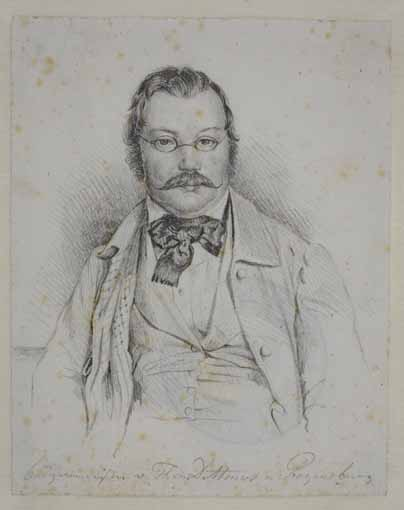
Gottlieb von Thon-Dittmer

Freiherr Gottlieb von Thon-Dittmer (* 25. Dezember 1802 in Regensburg; † 14. März 1853 in München) war ein bayerischer Politiker, Minister und von 1836 bis 1848 Bürgermeister von Regensburg.

## Leben

### Abstammung und Jugend
Gottlieb von Thon-Dittmer war ein Enkel des 1789 in den Freiherrenstand erhobenen Kaufmanns und Bankiers Georg Friedrich von Dittmer. Sein Vater war der Kaufmann Carl Christian Thon, der 1795 Friederika Amalie von Dittmer geheiratet hatte, die jüngere Tochter von Georg Friedrich von Dittmer. Als Schwiegersohn wurde Christian Thon 1800 gemeinsam mit seinem Schwiegervater, dessen beide leiblichen Söhne 1795 gestorben waren, mit der Erlaubnis geadelt, den Adelsnamen von Thon-Dittmer zu führen. Als Kind der sehr wohlhabenden und bestens angesehenen Kaufmannsfamilie Thon-Dittmer verbrachte der Sohn Gottlieb seine Jugend in Regensburg, wohnhaft im heutigen Thon-Dittmer-Palais, dessen erster Bauabschnitt 1785 bereits abgeschlossen war, während der zweite Bauabschnitt, der dem Gebäude das heutige Aussehen gab, zwischen 1808 und 1809 erfolgte. Ab 1821 begann Thon Dittmer das Studium der Rechtswissenschaften an den Universitäten Würzburg, Jena und Erlangen. Sein Vater Carl Christian von Thon-Dittmer hatte 1814 die gesamte Firma, an der bis dahin auch noch sein Schwager Georg Friedrich Mantey von Dittmer beteiligt gewesen war, übernommen, ließ aber nach 1820 die Geschäfte ruhen, nachdem er erkannt hatte, dass keiner seiner drei Söhne Interesse hatte, die Firma später zu übernehmen.

### Ausbildung und erste Berufsjahre
Gottlieb von Thon-Dittmer war während des Studiums 1821 in Würzburg Mitglied der Burschenschaft Alte Würzburger Burschenschaft geworden und 1824 Mitglied der Alten Erlanger Burschenschaft. Beides waren politisch aktive Verbindungen neuen Typs, die demokratisch national-liberal gesinnt waren und Veränderungen des bestehenden Systems der monarchisch-bürokratisch geführten Einzelstaaten im 1815 gegründeten Deutschen Bund anstrebten. Daneben hatte er sich auch dem Jünglingsbund angeschlossen, der als Geheimbund organisiert war und den politischen Umsturz anstrebte. Als dies von den Regierungen aufgedeckt wurde, kam es in Preußen zu Strafverfahren mit langen Gefängnisstrafen, während die Prozesse in Bayern mit Freispruch endeten, so auch im Fall von Gottlieb von Thon-Dittmer.
Ab Ende 1824 absolvierte Gottlieb von Thon-Dittmer seine Referendarzeit beim Herrschaftsgericht Wörth und bestand im Juni 1826 die staatliche Assessorprüfung als Bester seines Jahrgangs. Danach war er zunächst als Fürstlicher Aktuar, dann als Fürstlicher Domänenassessor am Fürstenhaus Thurn und Taxis tätig, wobei sich Fürst Maximilian Karl nicht an den politischen Aktivitäten seines Angestellten während der Studienzeit störte. Das Verhalten des Fürsten begann sich zu ändern, nachdem am 1. März 1832 im Vorfeld des Hambacher Festes durch eine Anordnung der königlichen Regierung die Bildung von politischen Vereinen verboten wurde. Trotz des Verbotes veröffentlichte Thon Dittmer am 19. April 1832 einen polemischen Artikel über die Verfolgung politischer Vereine in Regensburg im Bayerischen Volksblatt, das vom Arzt und politischen Publizisten Dr. Eisenmann gegründet worden war. Ende Mai 1832 äußerte sich Thon Dittmer in Regensburg sogar öffentlich. Auf einer Veranstaltung des Magistrats anlässlich des Gaibacher Festes zur Konstitution des Königreichs Bayern, das am gleichen Tag stattfand wie das Hambacher Fest, brachte Thon Dittmer in Gegenwart des Regierungspräsidenten einen Toast aus auf die Freiheit der Presse, der Meinungen und Gedanken:

„Dem großen Kampf in Teutschland, für die Freiheit der Presse, für die Freiheit der Gedanken und Meinungen, für jene Freiheit die den Geist der Nation weckt, die Liebe zum Vaterland belebt und die Sorge um die allgemeine Wohlfahrt erhält und schärft – glücklichen Ausgang und Sieg!“

 Dieser Vorfall hatte für Thon Dittmer und andere fürstliche Beamte einen Verweis des Fürsten von Thurn und Taxis zur Folge mit der Ermahnung, sich zukünftig nicht mehr ultraliberal zu exponieren, weil sie sonst mit dienstherrlichen Konsequenzen zu rechnen hätten. Warnungen mussten ernst genommen werden, denn der Publizist Eisenmann wurde im September 1832 verhaftet und 1836 wegen Hochverrats zu langer Haft verurteilt. Auch Thon Dittmer wurde vernommen, verteidigte seine liberalen Prinzipien, verwahrte sich gegen das Verfahren, erhielt aber trotzdem einen Verweis und musste unter dem Druck des dem König Ludwig I. (Bayern) gefügigen Innenministers Eduard von Schenk aus allen liberalen Vereinen austreten. Trotz der Beschränkungen der individuellen Freiheiten blieben die Anhänger der liberalen Richtung in Regensburg der in der Verfassung verankerten konstitutionellen Monarchie verbunden, hielten aber auch untereinander engen Kontakt, was bei der Wahl zum Bürgermeister vier Jahre später deutlich wurde.

### Bürgermeister in Regensburg und Abgeordneter im Landtag
Seit 1832 war als Bürgermeister Friedrich Brügel im Amt, der 1836 auch wiedergewählt wurde. Es war aber zu erwarten, dass seine Wahl wegen einer strafrechtlichen Untersuchung gegen ihn nicht vom König bestätigt worden wäre. In dieser Situation kam es zu einer zweiten Wahl, bei der im Oktober 1836 Gottlieb von Thon-Dittmer mit 28 von 32 Stimmen zum Bürgermeister von Regensburg gewählt wurde. Jetzt war es die Frage, wie der König von seinem Berater Eduard von Schenk beraten werden würde. Schenk war zwar als Innenminister abgelöst worden, konnte aber als Generalkreiskommissar die Personen und Verhältnisse in Regensburg besser als vorher beurteilen. Das Urteil von Schenk fiel sehr positiv aus: Thon-Dittmer sei zwar weiterhin als politischer Gegner einzuschätzen, sein Reichtum garantiere aber eine unabhängige Existenz und wegen seiner fehlenden verwandtschaftlichen Beziehungen in Regensburg, hätte er nicht mit nachteiligen Einflüssen zu kämpfen. Er hätte sich nach den Ereignissen von 1832 nichts mehr zuschulden kommen lassen. Er sei ein offener Charakter ohne Falsch und Hinterhalt, ein tüchtiger, gebildeter, würdevoller Geschäftsmann, auf den man beim strengen Vollzug der Gesetze und Verordnungen bei der öffentlichen Ordnung mit vollem Vertrauen setzen könne. Der König blieb zwar skeptisch, aber nachdem auch der Innenminister Fürst Oettingen Wallerstein die Bestätigung beantragt hatte, wurde sie auch von König Ludwig I. erteilt in der Hoffnung, dass Thon-Dittmer durch eine gute Amtsführung als Bürgermeister die Bestätigung rechtfertigen würde.
Thon-Dittmer erfüllte die in ihn gesetzten Erwartungen, indem er 1837 bald nach Amtsantritt den Gemeindehaushalt durch die Einführung einer direkten Steuer zur Sanierung der Armenkasse entlastete und außerdem seinem früheren Gegner Schenk 1838 die Würde eines Ehrenbürgers von Regensburg verlieh. Schon 1839 richteten sich die Ambitionen von Thon-Dittmer auch auf die Landespolitik und da er Gutsbesitzer war ließ er sich als Ersatzmann für die Ständeversammlung aufstellen und erlangte bald den Status eines ordentlichen Abgeordneten.
Wegen seines großen Talents als Redner wurde er schnell der anerkannte Sprecher der liberalen protestantischen Opposition in der Kammer der Abgeordneten. Er lieferte sich scharfe Auseinandersetzungen mit dem seit 1837 als Innenminister im Amt befindlichen Karl von Abel. Der war als ehemaliger liberaler Protestant zu einem stark konservativen Katholiken geworden, wollte die Pressefreiheit beschränken und das Bildungswesen unter den Einfluss der katholischen Kirche bringen. Dabei folgte er nahezu bedingungslos dem Willen von König Ludwig I. Als Thon-Dittmer bei den Landtagswahlen 1845 wieder gewählt wurde, versagte ihm der König die Beurlaubung vom Amt des Bürgermeisters. Mit dieser Maßnahme hatte der König eine Möglichkeit, die personelle Zusammensetzung der Abgeordnetenkammer in seinem Sinne zu beeinflussen.
Nach dem Amtsantritt von Thon-Dittmer in der Zeit des Vormärz hatten sich nach einer Teuerungswelle bei gleichzeitiger Arbeitslosigkeit die Lebensbedingungen breiter Schichten der Bevölkerung drastisch verschlechtert. Sogar dem Mittelstand drohte Verarmung und die Regierung in München befürchtete Unruhen. Bürgermeister Thon-Dittmer wurde angewiesen, die Stimmung in der Bevölkerung mehr denn je zu überwachen. Im Frühjahr 1844 meldete Thon-Dittmer nach München, dass es der Armenfürsorge bisher gelungen sei, die Not der arbeitenden Klasse zu begrenzen, dass es aber an Arbeitsplätzen im Baugewerbe fehle, weil weder das Haus Thurn und Taxis Bauaufträge vergebe, noch die städtischen Baumaßnahmen beim begonnenen Ausbau des Kanalnetzes, beim Straßenbau und beim Eisenbahnanschluss fortgesetzt werden können, weil es an Geld fehle. Im Hungerjahr 1846/47 kam es zu enormen Teuerungen bei Lebensmitteln und dennoch blieb die Haltung der Bevölkerung „eine durchaus noch gesetzliche“, wie Thon-Dittmer nach München meldete. Nach einer guten Ernte im Jahr 1847 blieb in Regensburg die Lage weiterhin ruhig, obwohl im Frühjahr 1848 aus anderen Teilen Bayerns unter dem Eindruck der Februarrevolution in Paris und den Volksbewegungen in Deutschland ein Sturm von Adressen mit national-liberalen Forderungen an den bayerischen König gerichtet wurde. Am 6. März sah sich auch der Regensburger Magistrat veranlasst, eine Adresse an den König zu senden, die aber nur sehr milde den im Magistrat vorherrschenden sehr gemäßigten Liberalismus zum Ausdruck brachte.

### Innenminister in München
Während in Regensburg die Adresse von der linksliberalen Presse scharf kritisiert wurde, stießen die Vorschläge / Forderungen aus Regensburg beim König auf Wohlwollen. Mit einem Handschreiben berief der König Thon-Dittmer zu einer Audienz nach München und sicherte ihm die Erfüllung aller Vorschläge aus Regensburg mittels einer Proklamation noch am gleichen Tage zu. Am 8. März 1848 wurde Thon Dittmer zum Staatsrat ernannt mit der Aufgabe, als Verwalter des Innenministeriums im Auftrag des Königs ein Märzministerium zu bilden (Ministerium der Morgenröte) und die königlichen Zugeständnisse in der Proklamation in Zusammenarbeit mit dem Landtag umzusetzen. Am 9. März wurde die Proklamation in der festlich erleuchteten Stadt Regensburg und im Stadttheater gefeiert.
Wegen der Affäre um Lola Montez kam es in München zu einer Massendemonstration, die Thon-Dittmer vergeblich zu beruhigen versuchte und dabei von einem Stein im Gesicht getroffen wurde. Nach der Anweisung Thon-Dittmers zur Verhaftung von Lola Montez, die mit dem König nicht abgestimmt war, dankte König Ludwig I. ab zugunsten seines Sohnes Maximilian II. Thon-Dittmer blieb Innenminister und hatte damit eine zentrale Position bei der Reformgesetzgebung im Sommer 1848. Eine bedeutende politische Handlung seinerseits war die Durchführung entscheidender Maßnahmen zur Bauernbefreiung. Viele seiner Auffassungen konnte er aber im Kreis der neuen Ratgeber des Königs nicht durchsetzen. Er trat daraufhin bereits am 14. November zurück, gehörte aber weiterhin gut besoldet dem Staatsrat als dem Beratungsgremium des Königs an.

### Familie
1830 heiratete Gottlieb von Thon-Dittmer die katholische Baroness Alwine von Rummel, wobei im bürgerlichen Ehevertrag die protestantische Erziehung der Kinder vereinbart wurde. Als Bischof Sailer die kirchliche Einsegnung der Ehe verweigerte, kam es zu Differenzen, die nicht nur in Bayern Unruhen erregten und als Mischehenstreit bekannt wurden. Nach dem Tod seines Vaters Karl Christian von Thon-Dittmer 1831 kam Gottlieb von Thon-Dittmer durch Erbschaft zu einem Vermögen von 20.000 Gulden und einigen Aktien, was ihm einen großbürgerlichen Lebensstil ermöglichte. 1833 kaufte er eine 1830 vom fürstlichen Thurn und Taxischen Baurat erbaute Villa in der von Karl Anselm von Thurn und Taxis angelegten Fürst-Anselm-Allee (heute: Kumpfmühlerstr. 1). Seine erste Frau Alwine starb 1838 an Kindbettfieber und zwei Jahre später starb auch seine Tochter Johanna. Sein Sohn Gustav (* 1835, † 1890) verkaufte die Villa 1888 an den Verleger Friedrich Pustet (1831). Die Erziehung des Sohnes Gustav hatte Thon Dittmer seiner Schwester Julia von Zerzog überlassen, die mit acht eigenen Kindern das Schloss Etterzhausen bewohnte und mit der er im lebhaften Briefwechsel stand. Sein Schwager, seit 1827 Ehemann seiner Schwester und durch diese Heirat Gutsbesitzer in Etterzhausen geworden, war Adolph von Zerzog (1799–1880). Er war wie Thon-Dittmer ehemals Mitglied im Jünglingsbund und wurde als sehr konservativ, national-liberaler Abgeordneter des Wahlkreises Regensburg bei den Wahlen 1848/49 zur Nationalversammlung nach Frankfurt entsandt.
Nach seiner Zeit als Minister blieb Gottlieb von Thon-Dittmer wohnhaft in München und heiratete 1850 in zweiter Ehe Marianne Freiin von Boutteville (* 1817, † 1886), Tochter des Gutsherrn des ehemaligen Guts im heutigen Stadtteil Königswiesen in Regensburg. Zwei Kinder aus dieser Ehe starben kurz nach der Geburt in München . Gottlieb von Thon-Dittmer starb 1853 nach kurzer Krankheit in München und wurde auf dem Lazarusfriedhof im Stadtpark von Regensburg in der Familiengruft begraben.